# The Antlers
The Antlers es un grupo musical de indie rock original de Brooklyn, Nueva York, y liderado por Peter Silberman.

## Historia
Inicialmente, The Antlers era un proyecto en solitario, creado por el vocalista y guitarrista Peter Silberman inmediatamente después de que este se mudara a Brooklyn, Nueva York. Silberman escribió personalmente los dos primeros álbumes, Uprooted e In the Attic of the Universe. Más tarde, reclutó a Michael Lerner y Darby Cicci, convirtiéndose en el grupo actual. La banda grabó dos EP: Cold War y New York Hospitals. La colección de canciones de Silberman se convertiría más tarde en un LP, titulado Hospice. La historia que se esconde tras este álbum ha sido debatida, pero Silberman explicó la grabación como la historia de una relación desequilibrada y abusiva, contada a través de la analogía de un trabajador de un hospital y un paciente terminal. El álbum fue lanzado independientemente por la banda en mayo de 2009, vendiendo todas las copias. La banda comentó más tarde que prometieron más de lo que podían ofrecer, y acabaron firmando con la productora Frenchkiss Recods, con sede en Nueva York, que lanzó una versión remasterizada del álbum el 18 de agosto del 2009. El álbum recibió muy buenas críticas tanto por su narrativa como por su musicalidad, y desde su lanzamiento ha sido calificado como Álbum del Año en numerosas listas. 
La banda participó recientemente en el Primavera Sound Festival de Barcelona, España, y han actuado de teloneros de The National. Además, se espera que toquen en el Osheaga Festival 2010 de Montreal, junto a The Black Keys, Arcade Fire, The National, Pavement, Weezer y Metric.

## Origen del nombre
El nombre de The Antlers proviene, según el propio Silberman, de la canción Antlers, de The Microphones.

## Miembros
- Peter Silberman - Voz, guitarra, armónica, arpa, acordeón, teclados.
- Michael Lerner - batería, percusión.
- Darby Cicci - teclados, trompeta, banjo.

### Miembros adicionales
- Justin Stivers - bajo en Hospice.

## Discografía

### Álbumes de estudio
- 2006: Uprooted
- 2007: In the Attic of the Universe
- 2009: Hospice
- 2011: Burst Apart
- 2014: Familiars

### EP
- 2007: Cold War
- 2008: New York Hospitals

### Sencillos
- 2009: Two
- 2009: Bear
- 2009: Sylvia

### Videoclips
- 2009: Two, de Ethan Segal y Albert Thrower
- 2010: Bear, de Evan Dennis
- 2010: Sylvia, de Trey Hock